# لاري شارب
لاري شارب (بالإنجليزية: Larry Sharpe)‏ هو مصارع هاوي أمريكي، ولد في 26 يونيو 1951 في باولسبورو في الولايات المتحدة، وتوفي في 10 أبريل 2017 في ودبيري في الولايات المتحدة بسبب مرض الكبد.

## وصلات خارجية
- لاري شارب على موقع WrestlingData.com (الإنجليزية)
- لاري شارب على موقع CageMatch worker (الإنجليزية)
- لاري شارب على موقع قاعدة بيانات المصارعة على الإنترنت (الإنجليزية)
- لاري شارب على موقع عالم المصارعة على الإنترنت (الإنجليزية)
- لاري شارب على موقع عالم المصارعة على الإنترنت (الإنجليزية)
- لاري شارب على موقع IMDb (الإنجليزية)